# Diecéze Abeokuta
Diecéze Abeokuta je diecéze římskokatolické církve, nacházející se v Nigérii.

## Území
Zahrnuje západní střed státu Ogun.
Biskupským sídlem je město Abeokuta, kde se nachází hlavní chrám katedrála svatých Petra a Pavla.
Rozděluje se do 32 farností. K roku 2012 měla 64 432 věřících, 38 diecezních kněží, 9 řeholních kněží, 15 řeholníků a 40 řeholnic.

## Historie
Byla založena 24. října 1997 bulou Cum ad aeternam papeže Jana Pavla II., z části území arcidiecéze Lagos.

## Seznam biskupů
- Alfred Adewale Martins (1997-2012)
- Peter Kayode Odetoyinbo (od 2014)